# Rubber Factory
Albums de The Black Keys
The Moan
(2004) Chulahoma : The Songs of Junior Kimbrough
(2006)
Rubber Factory est le troisième album du duo américain de blues rock, The Black Keys. Au même titre que la plupart des autres albums, Rubber Factory est un album de garage rock influencé par le blues ou blues rock. L'album a été enregistré dans un entrepôt abandonné (et démoli en 2010) à Akron en Ohio, la ville d'origine du groupe. De même que pour les deux albums précédents, Patrick Carney est le producteur.

## Musiciens
- Dan Auerbach : guitare, chant, violon, lap steel guitar
- Patrick Carney : batterie, percussions,

## Titres
Tous les morceaux sont des compositions de Dan Auerbach et de Patrick Carney sauf indication contraire.
| No  | Titre                                   | Durée |
| --- | --------------------------------------- | ----- |
| 1.  | When The Lights Go Out                  | 3:23  |
| 2.  | 10 A.M. Automatic                       | 2:59  |
| 3.  | Just Couldn't Tie Me Down               | 2:57  |
| 4.  | All Hands Against His Own               | 3:16  |
| 5.  | The Desperate Man                       | 3:54  |
| 6.  | Girl Is On My Mind                      | 3:28  |
| 7.  | The Lengths                             | 4:54  |
| 8.  | Grown So Ugly (de Robert Pete Williams) | 2:27  |
| 9.  | Stack Shot Billy                        | 3:21  |
| 10. | Act Nice and Gentle (de Ray Davies)     | 2:41  |
| 11. | Aeroplane Blues                         | 2:50  |
| 12. | Keep Me                                 | 2:52  |
| 13. | Till I Get My Way                       | 2:31  |

Titre ajouté sur la version japonaise de l'album
- Summertime Blues - 2:34 - d'Eddie Cochran